# نجيح (اسم)
نجيح هو اسم علم مذكر من أصل عربي، ومعناه هو الرجل الصائب في رأيه الناجح في عمله الصابر المجد الرأي الصائب.

## وصلات خارجية
- موسوعة السلطان قابوس لأسماء العرب